# Alain Delon (Kaufman)
Alain Delon è un singolo del gruppo musicale italiano Kaufman pubblicato il 7 giugno 2019 per l'etichetta INRI.